# 加拿大國家維米紀念碑
加拿大國家維米紀念碑（英語：Canadian National Vimy Memorial），是一座位於法國的戰爭紀念建築，以紀念在第一次世界大戰中犧牲的加拿大遠征軍成員，這些士兵在法國殉職或被推定死亡，且沒有墳墓。維米紀念碑位於占地100公頃的戰場公園核心，加拿大兵團於阿拉斯戰役初期在這保衛維米嶺，史稱維米嶺戰役。
維米嶺戰役是加拿大遠征軍的四個師第一次集結起來參與作戰，這成為加拿大民族成就和犧牲的象徵。法國將這片土地的永久使用權轉讓給加拿大，條件是必須興建戰場公園和紀念館。戰時的地道、戰壕、彈坑和未爆彈藥使地面呈現蜂窩狀，出於公共安全的考慮，該地大部分區域仍處於關閉狀態。除了保留下來的塹壕線，還有一些紀念館和墓地在這座公園。
這座紀念碑由雕塑家沃爾特·西摩·阿沃德花了11年的時間建造，英國國王愛德華八世於1936年在法國總統阿爾貝·勒布倫等50,000多人參加的典禮上為維米紀念碑揭幕。

## 背景
維米嶺（Vimy Ridge）是位於阿拉斯東北方八公里的杜埃平原（Douai Plains）西部邊緣的一個逐漸上升的懸崖，山脊在其西側逐漸上升，在東側陡峭下降。該山脊長約七公里，最窄處寬700公尺，在海拔14公尺或海拔60公尺處達到頂點。

### 戰爭衝突
維米嶺戰役是四個加拿大師第一次共同集結參與戰役，進攻開始於1917年4月9日復活節星期一上午5:30，在野戰砲的協助之下，第1、第2、第3加拿大師很快地取得第一個目標，但第四加拿大師在前進時遇到許多阻擾，因此延遲數個小時。第1、第2、第3加拿大師約在上午7:30時攻下第二個目標，而第4加拿大師未能佔領山脊頂部，拖延了進一步的前進，並使得加拿大第3師花費資源以在其北部建立防禦線。加拿大第4師的預備部隊再度對山脊頂部上的德軍陣地，逼迫145號丘陵西南部的德軍撤出。

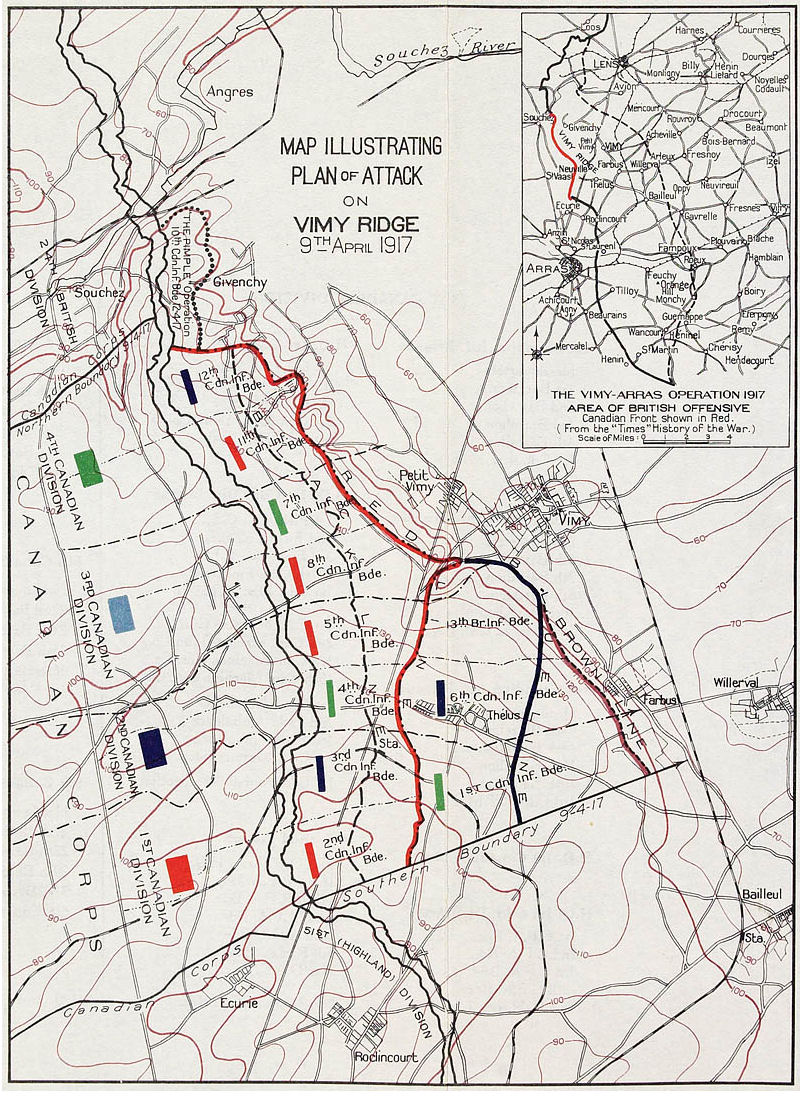
加拿大兵團的攻擊計劃。

4月10日上午，加拿大兵團指揮官朱利安·拜恩中將調了三個新的旅，以支援進攻。支援部隊越過了舊有部隊，並在上午11:00之前佔領了第三個目標，包括135號丘陵和泰呂鎮。下午2:00，第一、第二加拿大師抵達最終目標。4月12日，加拿大第10旅在砲兵和英國第24師的支援下，進攻並迅速掃蕩了德國部隊，12日晚間就完全控制整座山脊。
加拿大死亡人數為3,598人，受傷人數為7,004人，德軍損失不詳，但約有4,000人被俘。儘管這場戰役通常不被認為是加拿大最偉大的軍事壯舉，但民族的團結和成就的形象使這場戰役對加拿大具有相當大的國家意義。

## 歷史

### 甄選與興建
1920年，加拿大政府宣佈帝國戰爭公墓委員會將授予加拿大八個地點設立戰爭紀念碑，每個地點都代表加拿大的重要參與，加拿大政府最初決定對每個戰場一視同仁，興建相同的紀念碑。1920年9月，加拿大政府成立了加拿大戰場紀念委員會，討論在歐洲舉行紀念活動的過程和條件。委員會於1920年11月26日舉行了第一次會議，會議決定將對所有加拿大建築師、設計師、雕塑家、藝術家開放建築設計比賽。評審團包含代表英國皇家建築師學會的查爾斯·赫伯特·賴利、代表法國中央建築學會的保羅·菲利普·克雷特、代表加拿大皇家建築師學會的法蘭克·達令，每個評審團成員都是建築領域的領導者。
各方提交了160幅設計圖，評審團先挑選了其中17幅，接著委託每位選手製作各自設計的紀念碑石膏模型。最後評審團在1921年9月10日給委員會的報告中提交兩種設計。1921年10月，委員會正式選出了來自多倫多的沃爾特·西摩·阿沃德作品，但阿沃德的設計複雜性使得在八個地點設立紀念碑不可行，委員會修改了最初的計劃，並決定建造兩個主要的紀念碑，另外六個地點興建較小的紀念碑。

一開始，委員會就在哪裡建造阿沃德設計的紀念碑進行了辯論，最後委員會選擇維米嶺作為阿沃德設計的首選地點，加拿大政府宣佈了希望能這座在山嶺上獲得更多土地。1922年12月5日，加拿大與法國締結了一項協議，法國無限期地授予加拿大在維米嶺上100公頃土地的使用權，其中包括145號丘陵，以表彰加拿大在戰爭中的努力。
阿沃德在1922年6月6日出發前往比利時，並花了幾個月的時間在比利時和巴黎尋找合適的工作室，但最終選擇在倫敦成立了工作室。阿沃德最初希望使用白色大理石來打造紀念碑表面，在阿沃德的促使下，加拿大戰場紀念委員會聘請丹麥籍的結構工程師Oscar Faber來準備基礎計畫以及監督整體基礎工作，Unwin Simson少校在紀念館建設期間擔任加拿大首席工程師，監督現場的日常工作。阿沃德本人於1925年移居巴黎，負責監督雕塑的建造和雕刻。工程於1925年開始，耗資150萬美元，歷時11年完工，帝國戰爭公墓委員會同時僱用了法國和英國的退伍軍人來修建道路和景觀美化。
在等待首次石材運送時，Simson少校注意到戰場的遺跡開始損壞，Simson少校決定保留一部分的戰場，順便讓工人有事做。工人還為格蘭奇地下道（Grange Subway）建造了一個新的混凝土入口，並在挖掘了一部分隧道系統後安裝了電氣照明設施。

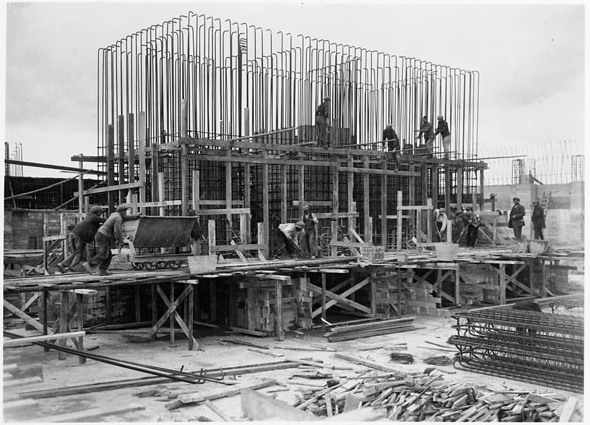
奠定紀念館的基礎。

阿沃德選擇了一種新式的建造方法，將石灰岩黏合到鑄造混凝土的框架上，11,000噸混凝土基床用數百噸的鋼材加固，作為紀念館的支撐床，紀念碑的地基和雙塔含有近6000噸的來自克羅埃西亞的石灰岩
。雕刻家在現場用大塊石頭雕刻了約20倍真人大小的人像，這些雕刻師使用了阿沃德在他的工作室中製作的半尺寸石膏模型（現在展示在加拿大戰爭博物館）和稱為縮放儀的工具以適當的比例再現了人物形象。所有工作都是在圍繞每個人像而建的臨時工作室中進行。

### 朝聖與揭幕
1919年，也就是第一次世界大戰結束的第二年，約有60,000名英國遊客和哀悼者前往西線朝聖。1928年，加拿大退伍軍人協會大會一致決議，組織對西線戰場的朝聖活動，並由退伍軍人協會負責協調朝聖與紀念碑的揭幕，當時紀念碑預計於1931年或1932年完工。由於紀念館的建設延誤，1934年7月時加拿大退伍軍人協會宣布紀念碑揭幕後才前往前戰場朝聖。退伍官兵及軍眷的反應非常熱烈，到1934年11月有1200筆詢問，退伍軍人協會直接宣佈紀念碑將在自治領日揭幕，儘管政府仍然不知道什麼何時完工。
為了進行活動計劃，加拿大政府和退伍軍人協會的分工有所不同，政府負責選擇官方代表團以及計畫紀念碑的揭幕儀式，退伍軍人協會負責組織朝聖，這包括餐飲、住宿、交通，這將成為和平時期加拿大到歐洲規模最大的人員流動。退伍軍人協會的提案是朝聖之旅將由其會員資助，而無需加拿大納稅人的補貼，1935年初，他們已確定3.5週旅行的價格，包括所有膳食、住宿、健康保險、海陸路運輸費用為每人160加元（價值約2016年的3,002.74美元），此外還有一些間接補貼，例如政府免除護照費，並免費提供維米特別護照。政府和一些私營公司還為參加活動的僱員提供有薪假期。1936年4月，政府才准備公開表示於1936年7月26日揭幕。7月16日，6,200名乘客搭乘五艘跨大西洋郵輪並由尚普蘭號與薩格奈號從蒙特婁港出發，於7月24日至25日抵達勒阿弗尔，有限的住宿條件使退伍軍人協會必須在法國北部和比利時的9個城市安置朝聖者，並僱用235輛公共汽車在各個地點之間運送朝聖者。

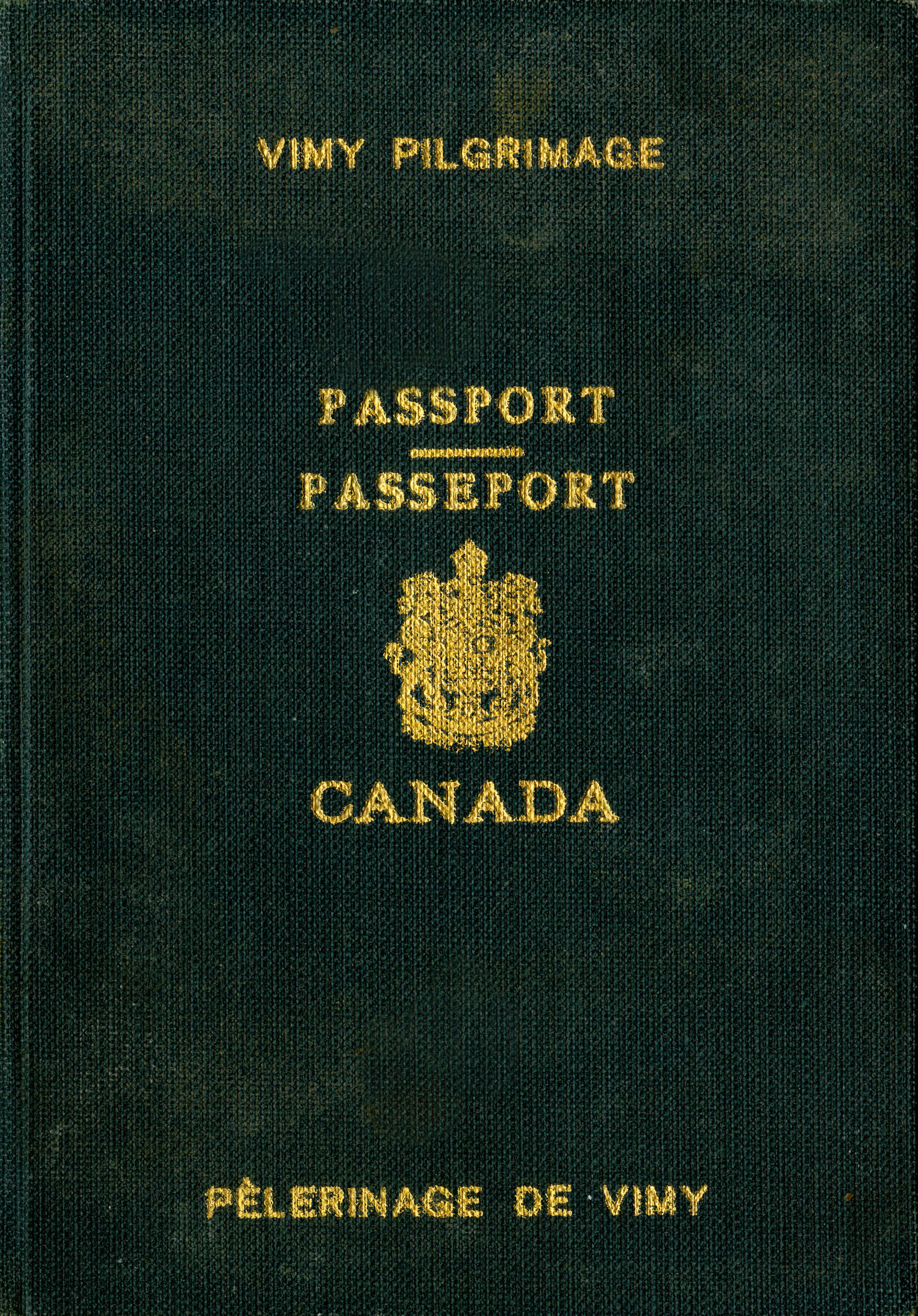
加拿大為 1936 年維米朝聖推出的特殊護照。

7月26日典禮當天，朝聖者們在上午先是遊覽公園的風景，然後聚集在紀念碑前，由薩格奈號的士兵擔任儀仗隊，此外還有加拿大皇家砲兵樂隊、法國陸軍工兵、法屬摩洛哥騎兵，它們曾經參與第二次阿拉斯戰役。儀式由加拿大電臺廣播委員會透過短波廣播進行現場直播，使用英國廣播公司的設備。出席者有許多來自加拿大、英國以及歐洲各地的高級官員，包含法國總統阿爾貝·勒布倫，總共有50,000名出席者，但加拿大總理威廉·萊昂·麥肯齊·金沒有出席。

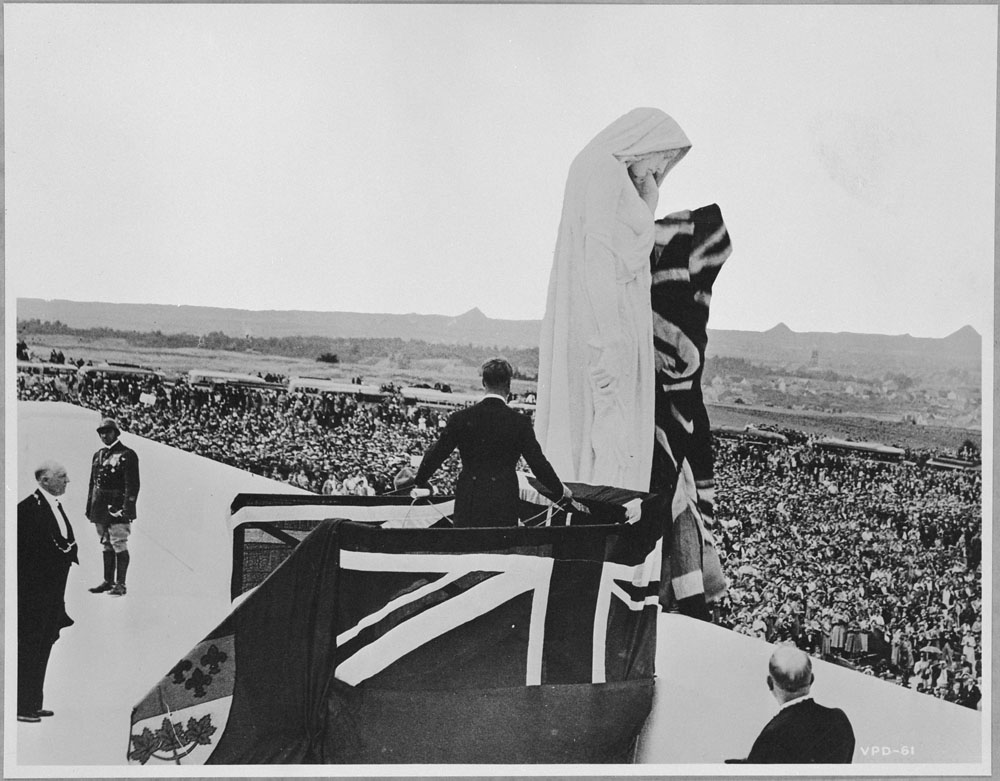
愛德華八世國王在維米紀念碑上揭開Canada Bereft的布罩。

在儀式開始之前，以加拿大國王身份出席的愛德華八世視察了儀仗隊，接受引薦受邀來賓，並花了大約半小時與人群中的退伍軍人交談。英國皇家空軍與法國空軍各有兩個中隊飛越紀念碑，並搖晃機翼致敬。儀式本身由英格蘭教會、加拿大聯合教會、羅馬天主教會的祈禱開始，接著加拿大司法部長率先致詞，再來是愛德華八世，他先用法語和英語對法國的慷慨表示感謝，並向與會者保證加拿大將永遠不會忘記戰爭的損失和死亡，最後愛德華八世親自拉起覆蓋在Canada Bereft雕像上的聯合旗，並且由軍樂隊演奏歌曲《最後的崗位》，這是愛德華八世退位前的最後幾項公務之一。朝聖繼續進行，大多數參加者前往伊珀爾參觀，然後被英國退伍軍人協會帶到倫敦旅遊，8月1日，三分之一的朝聖者從倫敦返回加拿大，而大多數朝聖者則在政府的邀請返回法國旅遊一周才返國。這次朝聖有超過100,000參與與

### 第二次世界大戰
1939年，由於納粹德國的威脅越來越大，加拿大政府開始增加對紀念碑整體安全的關注程度，除了用沙包保護雕塑和塔的基座外。1939年9月戰爭爆發，英國遠征軍前往法國並負責駐防阿拉斯地區，其中包含維米。1940年阿拉斯戰役後，英國撤退到敦刻爾克，同盟國就沒辦法了解維米紀念碑的狀態。德軍佔領此地後，逮捕維米紀念碑的管理者George Stubbs，拘留在聖但尼的伊拉格拘留營中。維米紀念碑在戰鬥期間損毀或被德軍破壞的消息在加拿大和英國廣泛報導，謠言甚至使德國國民教育與宣傳部正式否認有關德軍損壞或褻瀆紀念館的指控。為證明紀念碑未被破壞，阿道夫·希特勒也於1940年6月2日參觀紀念碑和保存完好的戰壕時，由新聞界拍攝照片，希特勒也表示對紀念館的和平性質表示欽佩。直到1944年9月威爾斯衛隊第2營收復維米嶺。
第二次世界大戰結束後，對維米嶺戰役或維米紀念碑的關注很少，直到1967年的戰爭50週年紀念日與加拿大百年紀念活動舉行時才有所提升，1967年4月在紀念碑舉行的盛大儀式也在電視上現場直播。1992年的加拿大聯邦成立125周年以及戰爭75周年稍微提升了維米紀念碑的關注度，加拿大總理布萊恩·穆爾羅尼和其他5000人也出席了紀念儀式。1997年和2002年也在紀念碑舉行了小規模的紀念儀式。

### 重建與整修
2001年5月，加拿大政府宣布了加拿大戰地紀念碑修復計畫，這是一項耗資3000萬加幣的重大修復計畫，旨在恢復加拿大在法國和比利時的紀念館，以用尊重方式進行維護和展示。2005年，維米紀念碑因進行重大修復而關閉。加拿大退伍軍人事務部、大英國協戰爭公墓委員會以及軍事史專家合作，對紀念館進行修復。
時間磨損和惡劣的天氣條件導致許多問題，其中最普遍的是水害。在建造由石頭覆蓋的混凝土紀念碑時，阿沃德未能考慮到這些材料將隨著時間推移而變化，建築人員和設計師未能在混凝土和石材之間引入足夠的空間，導致水通過其牆壁和平台滲入結構之中，使石灰溶解在混凝土計畫項目的目標是解決造成損壞的根本原因，其中包括對石頭，走道，牆壁，露台，樓梯和平台的修復。為了尊重阿沃德對無縫結構的最初構想，修復小組被要求清除所有用於修補工作的異物，用克羅地亞原始採石場的材料替換損壞的石頭，並糾正透過凍融活動造成的微小石頭移位，潛在的結構缺陷也得到了改善。伊麗莎白二世在愛丁堡公爵菲利普親王的陪同下於2007年4月9日在紀念戰役90週年的典禮上重新開幕了已修復的紀念碑。
2017年4月9日，在加拿大聯邦150周年紀念期間，紀念碑舉行了維米嶺戰役一百週年紀念活動。活動前估計將有多達30,000名觀眾到場。阿拉斯市市長弗雷德里克·萊圖克感謝第一次世界大戰時加拿大人、英國人、澳洲人、紐西蘭人、南非人在該地區中的貢獻.

## 備註
1. ↑  德國記錄表示防禦部隊撤退是因為彈藥、迫砲、手榴彈都用完了。[9]
2. ↑  這五艘船為SS Montrose、SS Montcalm、SS Antonia、SS Ascania、SS Duchess of Bedford[36]。

### 書目
- Brandon, Laura. . 2003. ISBN 0-7735-2570-X （英语）.
- Vance, Jonathan Franklin. . 1997. ISBN 0-7748-0600-1 （英语）.
- Hucker, Jacqueline. . 2008 （英语）.
- Borestad, Lane. . 2008 （英语）.
- Inglis, Dave.  (PDF). 1995  [2021-05-26]. （原始内容 (PDF)存档于2018-09-16） （英语）.
- Hucker, Jacqueline. . 2007. ISBN 978-0-88920-508-6 （英语）.
- Pierce, John.  (PDF). Canadian Military History. 1992, 1 (1-2)  [2021-05-26]. （原始内容 (PDF)存档于2009-03-05）.
- Brandon, Laura. . 2006. ISBN 1-55238-178-1 （英语）.
- Brown, Eric; Cook, Tim. . Canadian Military History (Laurier Centre for Military Strategic and Disarmament Studies). Spring 2011, 20 (2): 33–54.
- MacIntyre, Duncan E. . 1967.
- Godefroy, Andrew. . 2007.
- Nicholson, Gerald W. L.  (PDF). 1962  [2021-05-29]. （原始内容 (PDF)存档于2011-08-26）.
- Hayes, Geoffrey. . 2007. ISBN 978-0-88920-508-6.
- Sheldon, Jack. . 2008. ISBN 978-1-84415-680-1.
- Campbell, David. . 2007. ISBN 978-0-88920-508-6.
- Moran, Heather. . Hayes, Geoffrey; Iarocci, Andrew; Bechthold, Mike  (编). . Waterloo: Wilfrid Laurier University Press. 2007: 139–154. ISBN 978-0-88920-508-6.